# Achille Bocchi

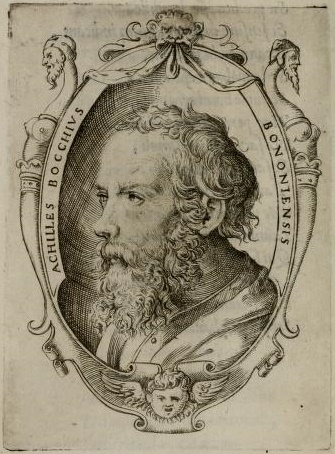
Achille Bocchi, Symbolicarum quaestionum de universo genere quas serio ludebat libri quinque, ed. 1574. Grabado a buril de Giulio Bonasone

Achille Bocchi (Bolonia, 1488-6 de noviembre de 1562) fue un humanista italiano, autor de las Symbolicarum quaestionum de universo genere quas serio ludebat libri quinque (Bolonia, 1551), libro de emblemas ilustrado con 151 grabados de Giulio Bonasone retocados por Agostino Carracci para la edición de 1574, sobre dibujos atribuidos a Prospero Fontana y basados en algún caso en pinturas de Rafael (symb. xlviii, Transfiguración) o Miguel Ángel (symb. lxxviii y lxxix, Ganimedes).

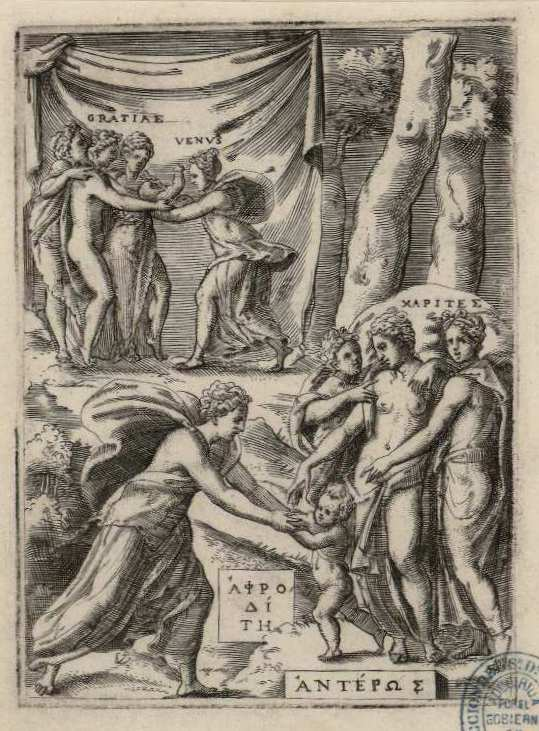
Achille Bocchi, Symbolicarum quaestionum de universo genere quas serio ludebat libri quinque (symb. lxxx), 1555. Grabado a buril de Giulio Bonasone. El doble aspecto de Venus, celeste y vulgar, aquí como Venus y Afrodita, se refleja en el desdoblamiento de las Tres Gracias, a las que Venus entrega a Eros para que lo eduquen, y las Cárites, que lo devuelven como Anteros a Afrodita.

## Biografía
Descendiente de una ilustre aunque empobrecida familia boloñesa, recibió una esmerada educación humanística que le permitió desde muy joven dominar el griego y el latín, a los que agregó posteriormente el hebreo. Con veinte años publicó una Apologia in Plautum con la traducción de la vida de Cicerón por Plutarco dedicada al cardenal Achille Grassi, tío de la que quizá ya fuese su mujer, Taddea Grassi, con quien tuvo seis hijos. Fue profesor de Retórica y Poesía y de Humanidades en el Studio di Bologna, orador imperial, conde palatino, caballero de la espuela dorada y protegido del papa León X. De 1517 a 1551 trabajó en una historia de Bolonia por encargo del Senado boloñés que, pese a todos sus esfuerzos, quedó incompleta y prosiguió su hijo Pirro, que solo pudo agregar un libro a los diecisiete completados por Bocchi.
En Annotazioni della volgar lingua (Bolonia, 1536), donde defendía el boloñés vulgar como lengua literaria, Giovanni Filoteo Achillini hacía dialogar doctamente sobre la materia a Bocchii con Leandro Alberti y Romolo Amaseo, dos humanistas con los que tuvo trato estrecho. Conoció a Erasmo, que lo recordaba en el Ciceronianus, y, entre otros humanistas y amigos, Marcantonio Flaminio lo consideraba su maestro.
En 1546, habiendo mejorado sensiblemente su situación económica, se hizo construir un palacio, sobre planos posiblemente de Vignola, en el que estableció su Academia para la que contó con la protección del papa Paulo III y el patronato de su nepote, el cardenal Alejandro Farnesio. El primer fruto editorial de la Academia fue la publicación en 1555 de la obra que lo hará célebre, sus Symbolicae quaestiones en cinco libros.
Amigo de Piero Valeriano, sus concepciones simbólicas, como las del autor de los Hieroglyphica, se encuentran inmersas en las doctrinas neoplatónicas y herméticas del Quattrocento y se dirigen primordialmente a un círculo reducido de eruditos, aunque el título proclame la voluntad de tratar alegremente de cuestiones serias. Sus concepciones sobre los jeroglíficos egipcios, de los que presenta una tabla en el símbolo 147 dedicado a su hijo Pirro, copiada de la Hypnerotomachia Poliphili, tienen esa procedencia quattrocentista. Entre sus fuentes de inspiración se encuentran también, como en los Emblemata de Andrea Alciato, los epigramas helenísticos de la Antología griega, pero mezclándose en él con nociones teológicas.
Como emblema para su Academia (symb. cii) eligió la figura híbrida de Hermatenea, representada también en relieve en una de las esquinas de su palacio, en la que se combinan la ligereza de Hermes, dios de la elocuencia, y la firmeza de Atenea, diosa de la sabiduría, una imagen por la que ya se había interesado Cicerón cuando colocó una estatua de la doble divinidad en su villa tusculana. También paradójica era la imagen elegida para su propia medalla, imagen que él mismo había creado para el gobernador de Bolonia Altobello Averoldo. Con el lema Matura Celeritas tanto en la medalla como en el grabado (symb. lxxxii) aparece representado un filósofo en el papel de consejero del príncipe, ante el que se presenta llevando en la mano una espuela y una brida para significar, siguiendo el consejo aristotélico, que quien tiene la autoridad debe dejar madurar el consejo, deliberar lentamente y, una vez tomado el acuerdo, actuar con prontitud.